# Neoinstytucjonalizm
Neoinstytucjonalizm (współczesny instytucjonalizm) – korzeni tego kierunku upatruje się w tzw. szkole historycznej, której rozwój nastąpił w Niemczech.
Rozwój teorii neoinstytucjonalnej rozpoczął się na przełomie lat 70. i 80. XX wieku. Najstarszą koncepcją zaliczaną do jej dorobku jest zaproponowana przez Davida Silvermana teoria działania (ang. action theory of organization). Silverman twierdził, że otoczenie organizacji powinno być postrzegane jako źródło znaczeń działań, podejmowanych przez członków organizacji. Koncentrował się na procesie interpretacji działań, dokonywanym zarówno przez aktorów, którzy je podejmują, jak i obserwatorów, oraz na różnicach pomiędzy konstruowanymi przez nich znaczeniami.
Podejście instytucjonalne bywa rozumiane na wiele sposobów, w zależności od tego, w ramach jakiej nauki jest używane.

## Neoinstytucjonalizm kulturowy w naukach socjologicznych
Jednym z nurtów wyróżnianych w ramach socjologicznej teorii neoinstytucjonalnej jest kulturowa odmiana neoinstytucjonalizmu, której przedstawicielami są między innymi John W. Meyer i Brian Rowan, traktujący instytucje jako zespół norm i zasad kulturowych oraz tzw. zracjonalizowane mity. Uważają oni, że organizacje podejmują określone działania nie zawsze ze względu na ich oczekiwaną skuteczność, lecz również dlatego, że są one powszechnie akceptowane i głęboko osadzone społecznie, czyli są wspomnianymi wcześniej, zracjonalizowanymi mitami.
Postępowanie zgodnie z obowiązującymi regułami i przyjętymi zasadami ma na celu uprawomocnienie działań organizacji. Panująca ideologia (zbiór przekonań) określa, jakie funkcje organizacja powinna pełnić (np. sprzedaż, produkcja, reklama, księgowość) oraz jakie techniki stosować (np. TQM, coaching), by uchodzić za nowoczesną i racjonalnie zarządzaną. Współczesne społeczeństwa funkcjonują w sieci zasad instytucjonalnych, które stanowią mity przedstawiające różne struktury formalne jako racjonalne środki do osiągnięcia pożądanych celów, natomiast cele znajdują się w otoczeniu instytucjonalnym w formie ogólnych wartości i idei, które organizacja przejmuje z otoczenia. Dodatkowo proces unowocześniania się społeczeństw sprzyja istnieniu tego typu sieci relacji, które z czasem stają się coraz bardziej złożone. Przykładami wspomnianych celów mogą być, między innymi, walka z bezrobociem, czyli cel dla urzędów pracy oraz problem społeczny wskazywany przez instytucje państwowe, a także potrzeba bezpieczeństwa energetycznego kraju.
W odróżnieniu od instytucjonalizmu, neoinstytucjonalizm zakłada, że instytucje są bardziej zmienne, rozwijają się, a nie powodują spowolnienia tempa zmian. Oznacza to, że współczesne instytucje w swoim działaniu są bardziej racjonalne.
Analiza neoinstytucjonalna w socjologii polega na analizie zachowania racjonalnych jednostek w bliskim otoczeniu i w ramach instytucji. Jej zasady znajdują zastosowanie w szczególności w badaniu zmian społecznych. To przez zmiany instytucjonalne ma miejsce dostosowanie się człowieka do nowych wymogów. Transmisja ta odbywa się między innymi przez takie instytucje, jak rynek czy prawo. Przykładem takiej analizy może być analiza państw Europy Środkowej, w tym Polski w okresie zmian ustrojowych. Zmiany instytucjonalne były inicjatorem zmian społeczno-gospodarczych, które pojawiły się jako ich bezpośrednia konsekwencja.

## Neoinstytucjonalizm w naukach ekonomicznych
W naukach ekonomicznych nowy instytucjonalizm jest równoznaczny z dostrzeżeniem, że wymiana rynkowa i działalność gospodarcza mogą występować tylko w odpowiednim otoczeniu instytucjonalnym. Na to otoczenie składają się m.in. reguły wymiany i system prawa, jak również instytucja pieniądza, bez której każda wymiana musiałaby mieć postać barteru. Dokonywanie wymian, gdy nie istnieje odpowiednie otoczenie instytucjonalne, oznacza wyraźne podwyższenie kosztów transakcyjnych.
Neoinstytucjonalizm zakłada rozbudowanie koncepcji człowieka ekonomicznego. Uznaje on, że w toku podejmowania decyzji i prowadzenia działalności jednostka ludzka nie podlega tylko wpływom racjonalizmu. Innymi, ważnymi dla jednostki bodźcami, są moralność, a także psychika gospodarcza. Jest ona odpowiedzialna na wytyczanie nowych celów, czy posługiwanie się konkretnym systemem wartości.

## Neoinstytucjonalizm w naukach politycznych
Nauki polityczne wykorzystują teorię neoinstytucjonalną, by wytłumaczyć, w jaki sposób instytucje pozwalają osiągnąć stan równowagi i dokonać agregacji preferencji w grupie podejmującej decyzje. Innymi słowy, wskazuje się na to, że decyzje, podejmowane w wyniku głosowania, są zarówno pochodną preferencji głosujących, jak i systemu głosowania. W ramach nauk politycznych wskazuje się również na to, że instytucje ograniczają działania pojedynczych obywateli i dlatego są dobrym narzędziem sprawowania władzy przez menedżerów aparatu państwowego, ale również i narzędziem opresji.
W ramach neoinstytucjonalizmu przyjmuje się, że zarówno instytucje są modyfikowane przez działania aktorów, jak i działania aktorów wynikają w dużym stopniu z ograniczeń, narzucanych przez instytucje. Jednocześnie instytucje nie tylko ograniczają działania, lecz również pozwalają aktorom osiągać założone przez siebie cele. Przykładowo – instytucja pieniądza z jednej strony ogranicza funkcjonowanie jednostek, np. poprzez zawarty w tej instytucji zakaz jego fałszowania, z drugiej jednak strony pozwala skorzystać z tych wszystkich zalet, jakie wymiana pieniężna ma nad wymianą barterową (między innymi rozdzielenie w czasie transakcji kupna i sprzedaży, co pozwala wybrać lepszy moment na ich przeprowadzenie). Obecny kształt instytucji wynika z wcześniejszych wyborów, podejmowanych w danej społeczności, a więc znajdują w nich swoje odzwierciedlenie relacje władzy, a instytucje pomagają je utrzymać w niezmienionym kształcie.

## Neoinstytucjonalizm w naukach o zarządzaniu
W odniesieniu do nauk o zarządzaniu neoinstytucjonalizm dotyczy podporządkowania strategii organizacji oraz sposobu ich działania wpływom instytucjonalnego otoczenia, czyli interesariuszy organizacji oraz sił społecznych tworzących normy, standardy i oczekiwania. W związku z tym za jeden z istotniejszych mechanizmów obrazujących funkcjonowanie organizacji zgodnie z teorią neoinstytucjonalną można uznać izomorfizm organizacyjny obrazujący powszechne dążenie do przyjęcia panujących w otoczeniu standardów i powielania sposobów postępowania innych organizacji, co w efekcie skutkuje homogenizacją pola organizacyjnego.
W podejściu strategicznym menedżer manipuluje otoczeniem tak, by zyskać jego akceptację, podczas gdy w podejściu instytucjonalnym – menedżer zmienia organizację po to, by zwiększyć jej podobieństwo do innych organizacji w tym polu, przez co zyskuje ona legitymizację. Co więcej, o ile w nurcie strategicznym zakłada się, że działania podejmowane są w sposób intencjonalny, o tyle w nurcie instytucjonalnym przyjmuje się, iż mechanizm ten oparty jest często na nieświadomym naśladownictwie otoczenia. Tym samym, w znacznie mniejszym stopniu niż w podejściu strategicznym, przywiązuje się znaczenie do mocy sprawczej menedżera – jest on raczej medium, przez które działa utrwalona w kulturze presja, skłaniająca do upodobnienia się do innych organizacji, niż niezależnym aktorem, podejmującym decyzje.
Hensel uważa, że organizacje, występujące w realnym świecie, zarówno poddawane są naciskom instytucjonalnym, jak i podejmują strategiczne działania, mające na celu zdobycie legitymizacji w otoczeniu.
Wyróżnia on i charakteryzuje przedstawione niżej trzy typy organizacyjnej legitymizacji:
- pragmatyczną – uczestnicy otoczenia akceptują działania tejże, ponieważ oceniają je jako korzystne dla samych siebie,
- moralną – występuje wówczas, gdy wynika z pozytywnej oceny działań organizacji, lecz w przeciwieństwie do legitymizacji pragmatycznej podstawą tej oceny nie jest partykularny interes, a dobro ogółu i zgodność z normami społecznymi.
- poznawczą – działania organizacji są uznawane za prawomocne, ponieważ: (a) otoczenie organizacji rozumie, na jakich zasadach ona funkcjonuje, lub (b) sądzi ono, że inny sposób realizacji danego zadania jest niemożliwy (wtedy, gdy otoczenie uważa, że organizacja jest „dobra”, „podziela nasze wartości”).

Teoria neoinstytucjonalna wpłynęła na zmianę postrzegania organizacji w relacjach z otoczeniem, wskazując, że zachowania jednostek wynikają w dużej mierze z uwarunkowań otoczenia instytucjonalnego, w jakim one funkcjonują. Podejście to znalazło duże zastosowanie w badaniach empirycznych, między innymi na temat procesów zmian organizacyjnych, przewagi konkurencyjnej organizacji czy działania organizacji w jej otoczeniu.

## Typologie nowego instytucjonalizmu
W literaturze przedmiotu zaproponowano co najmniej kilka typologii neoinstytucjonalizmu, jednakże najpopularniejsza wydaje się ta opracowana przez Petera A. Halla i Rosemary C. Taylor (1996), zgodnie z którą można wyróżnić: (1) instytucjonalizm historyczny (porównawczy), (2) instytucjonalizm racjonalnego wyboru oraz (3) instytucjonalizm socjologiczny. Autorzy szczególnie podkreślają wykorzystanie instytucjonalizmu socjologicznego w badaniach nad organizacjami.

## Podstawowe pojęcia w teorii neoinstytucjonalnej
Powszechnie przyjętą̨ definicją instytucji jest ta zaproponowana przez Douglassa C. Northa, który traktuje instytucje jako reguły gry panujące w społeczeństwie, czyli ograniczenia opracowane przez ludzi, które kształtują ich wzajemne relacje. Z tej perspektywy mniej istotna jest forma ograniczeń (mogą one być zarówno formalne, jak i nieformalne), ważny jest natomiast fakt, że tworzą one pewien porządek, który do pewnego stopnia niweluje środowisko niepewności.
Innymi słowy: instytucje to sieć wzajemnie powiązanych zasad i norm regulujących stosunki społeczne, na którą składają się formalne i nieformalne ograniczenia społeczne kształtujące zbiór wyborów możliwych do dokonania przez jednostkę.
Zgodnie z podejściem Northa instytucje pozwalają na istnienie ładu, który powstaje dzięki wprowadzeniu określonych struktur oraz schematów do życia codziennego i tym samym ogranicza niepewność. Dzięki temu instytucje stanowią wzór ludzkich interakcji.
Instytucje wyjaśniają jednostce daną sytuację, pełniąc tym samym funkcje poznawcze, jednocześnie wskazują na możliwe spo- soby zachowania się, normując w ten sposób zachowania jednostki. Wyjaśniając i normując zjawiska życia społecznego, instytucje czynią je dla jednostki bardziej przewidywalnymi.
North rozróżnia instytucje formalne i nieformalne. Argumentuje, że te pierwsze kreowane są najczęściej przez system legislacyjny i mogą być w krótkim czasie zmieniane w następstwie decyzji politycznych i sądowych. Instytucje nieformalne są natomiast zakorzenione w tradycjach, zwyczajach i powszechnych wzorcach zachowań, nie są zbyt podatne na politycznie narzucane zmiany, a ich transformacja wymaga dłuższego czasu.
Swoistym podsumowaniem dotychczasowego dorobku teorii neoinstytucjonalnej może być koncepcja Richarda Scotta, który, wykorzystując analizę wniosków poprzedników, wyróżnił trzy charakterystyczne grupy instytucji:
- instytucje regulacyjne (ang. regulative),
- instytucje normatywne (ang. normative),
- instytucje kulturalno-kognitywne (ang. cultural-cognitive).

Instytucje regulacyjne to kształtowane, egzekwowane i sankcjonowane reguły, które mają na celu oddziaływanie na zachowania społeczne. Instytucje normatywne to instytucje oparte na społecznym systemie norm i wartości, które jednocześnie określają cele i zadania oraz wskazują sposób dążenia do ich osiągnięcia. Instytucje kulturalno-kognitywne bazują na istnieniu rzeczywistości społecznej, w której kształtowane są znaczenia podejmowanych działań. Zgodnie z jej założeniami znaczenia powstają w procesie interakcji, mogą być utrzymywane lub przekształcane tak, aby nadać sens otaczającym wydarzeniom i rzeczywistości. Mechanizmem, dzięki któremu rozpowszechniają się tego typu zachowania, jest naśladownictwo kulturowe. Zdaniem Scotta instytucje stanowią pewnego rodzaju kompromis struktur o charakterze regulacyjnym, normatywnym i kulturalno-kognitywnym, które wraz z zasobami i działaniami zapewniają stabilność i nadają sens życia społecznego.

## Czołowi przedstawiciele kierunku
- W. Roscher (1817–1894)
- K. Knies (1821–1898)
- G. Schmoller (1838–1917)
- M. Weber (1864–1920)
- W. Sombart (1863–1941)